# Ekkehard Drefke

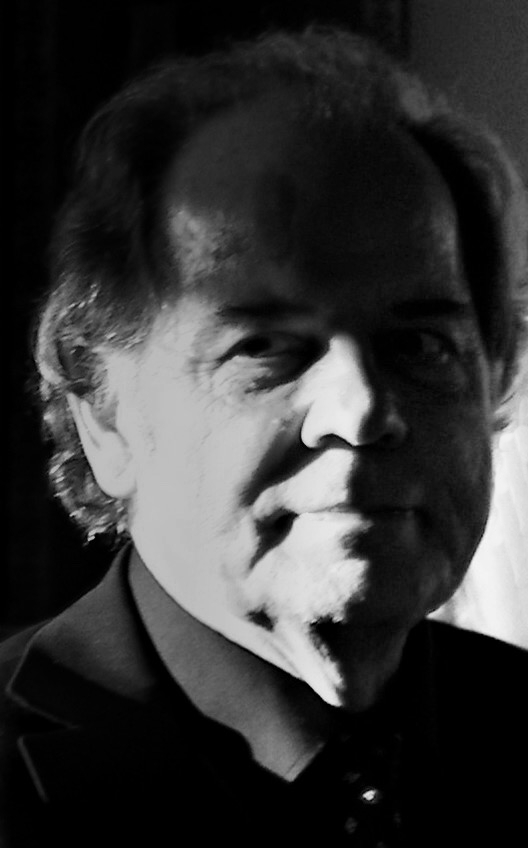
Ekkehard Drefke

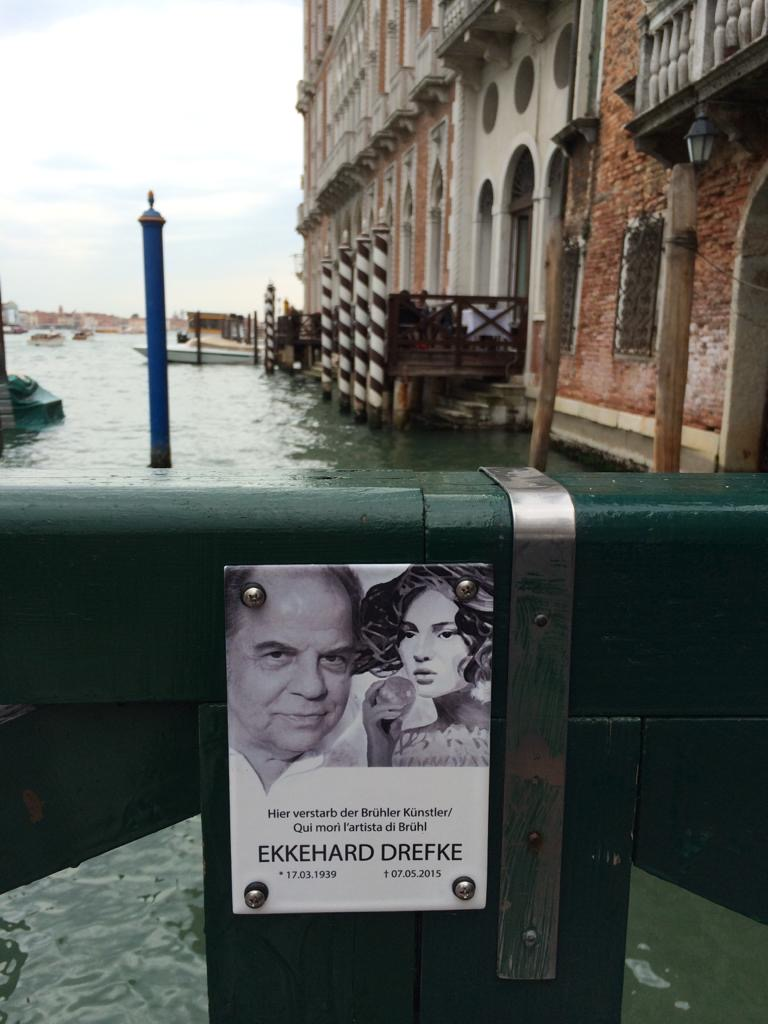
Gedenkplakette zum Tod des Brühler Künstlers Ekkehard Drefke in Venedig durch Ertrinken (7. Mai 2015)

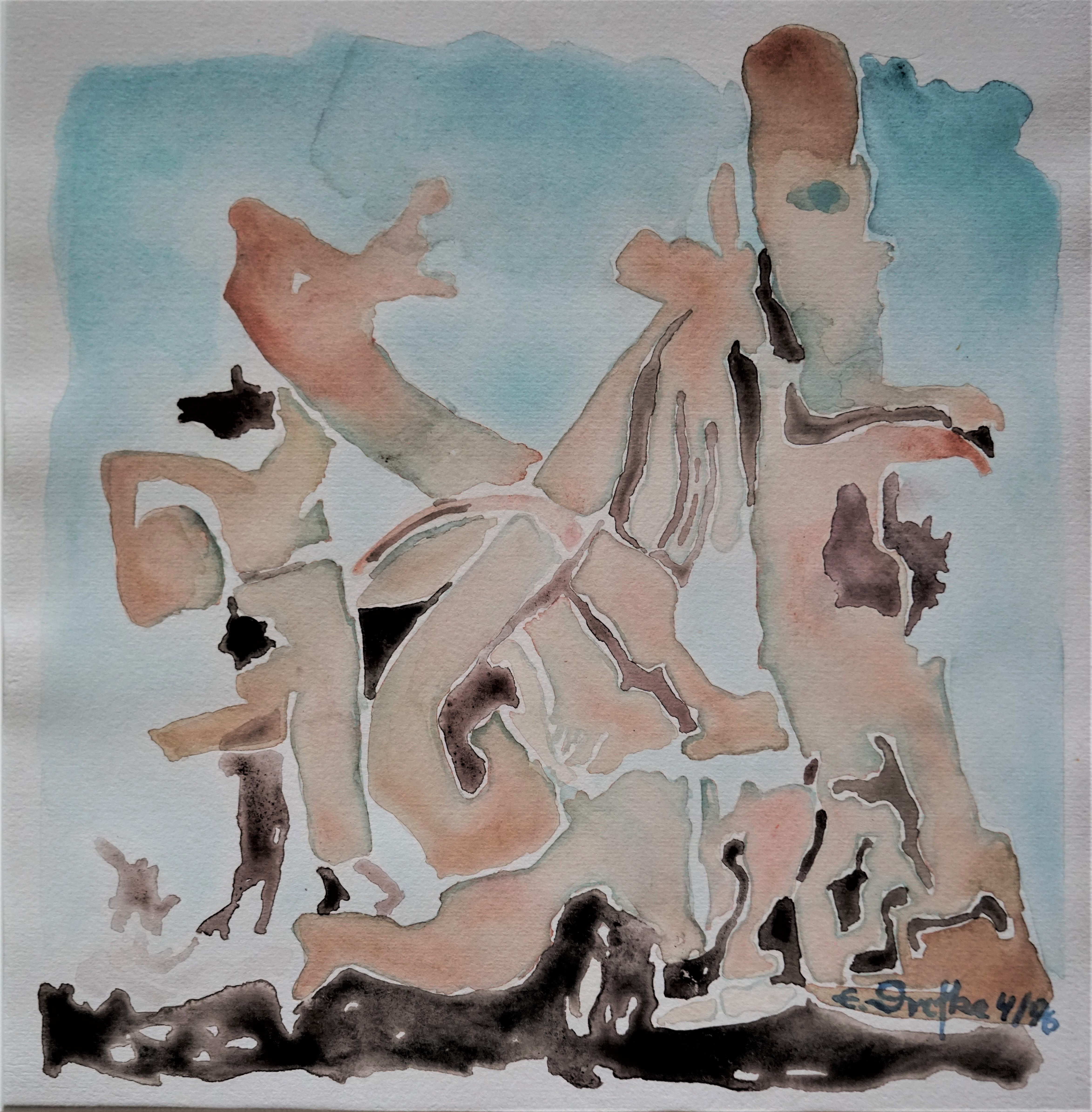
Beispiel für Drefkes „Fluss-Aquarelle“: Cappricio 29, „fabelartig“ (1996)

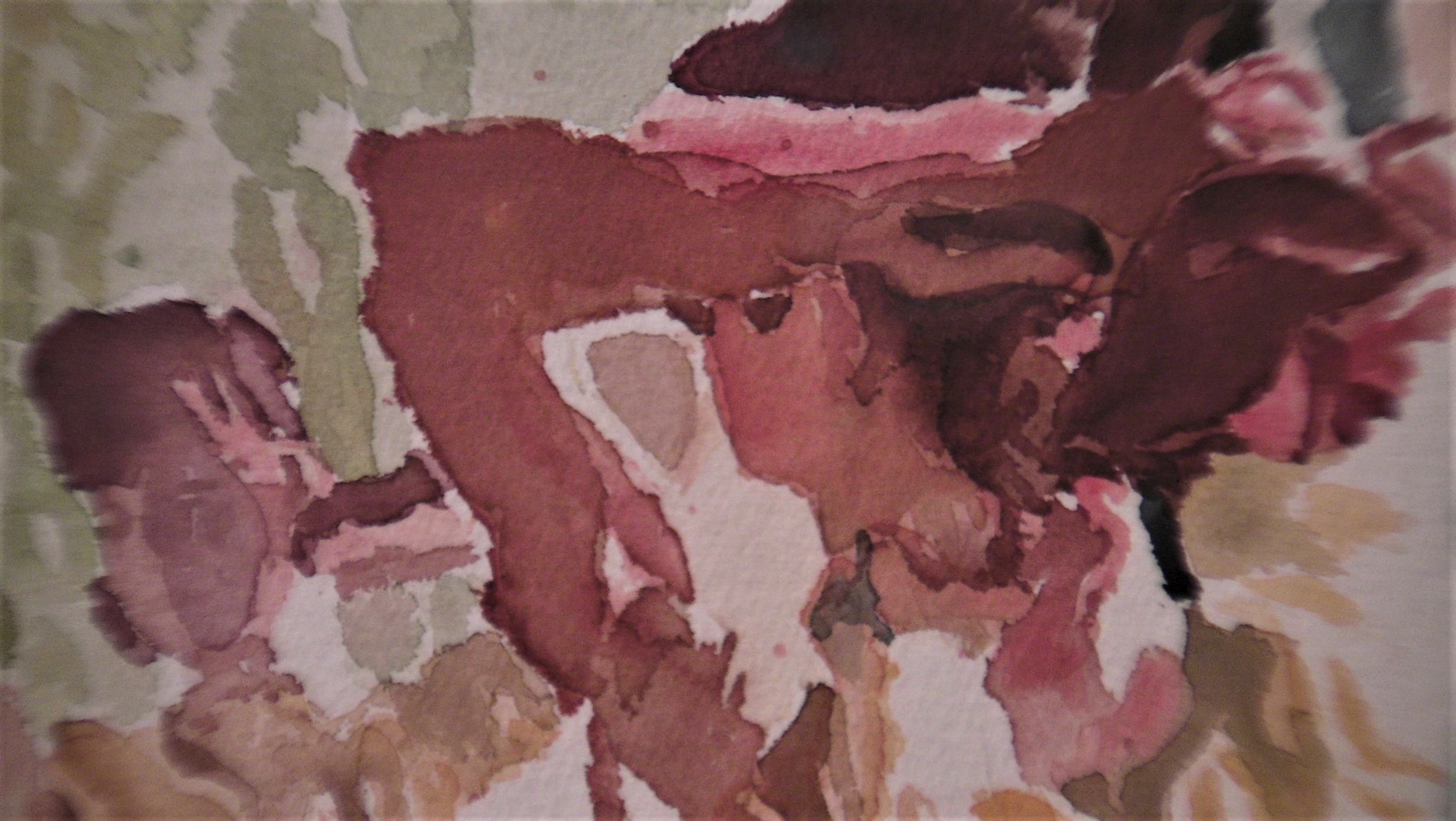
Beispiel für Drefkes „Flow Art Style“ (2007)

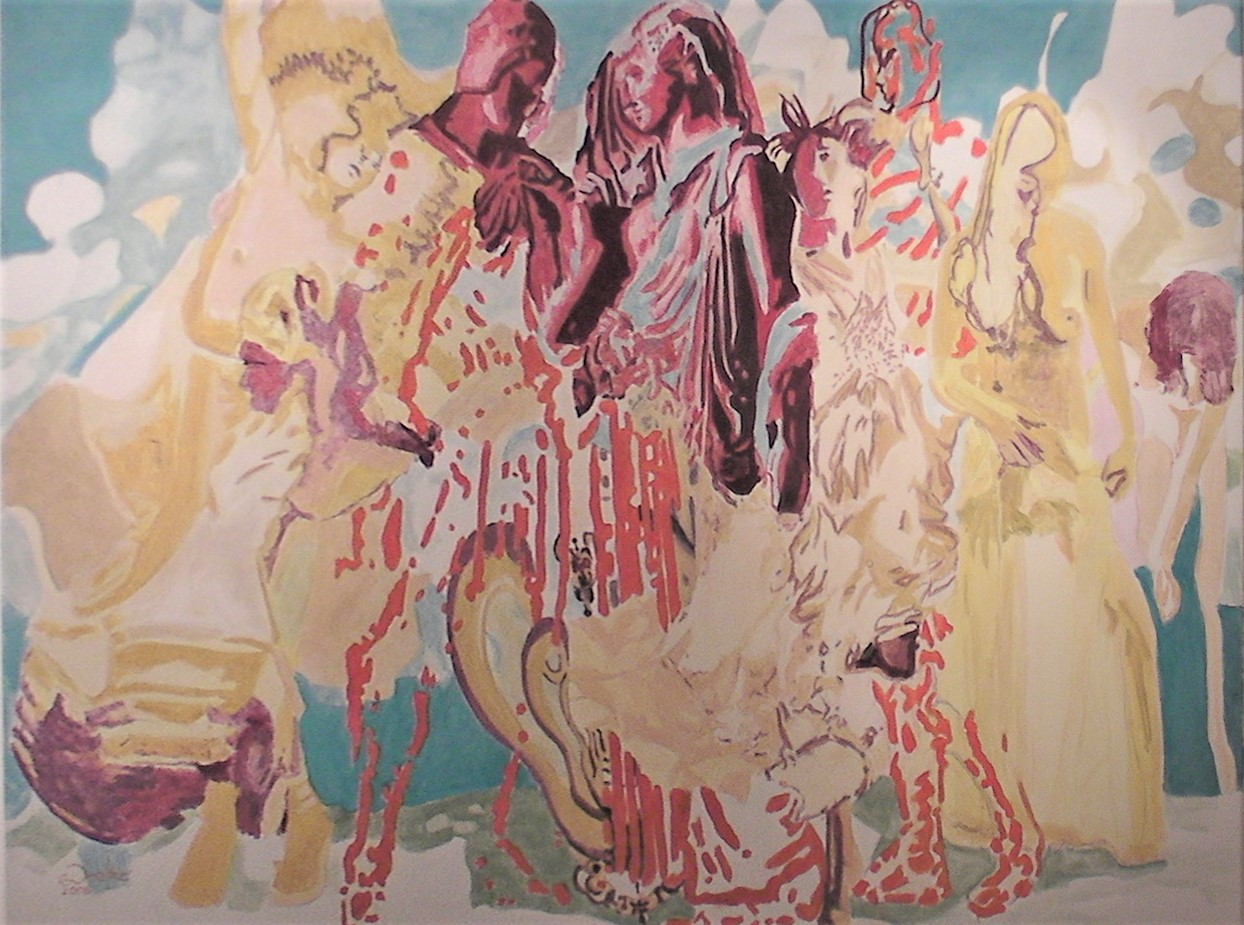
Erinnerungen an Orpheus (2008)

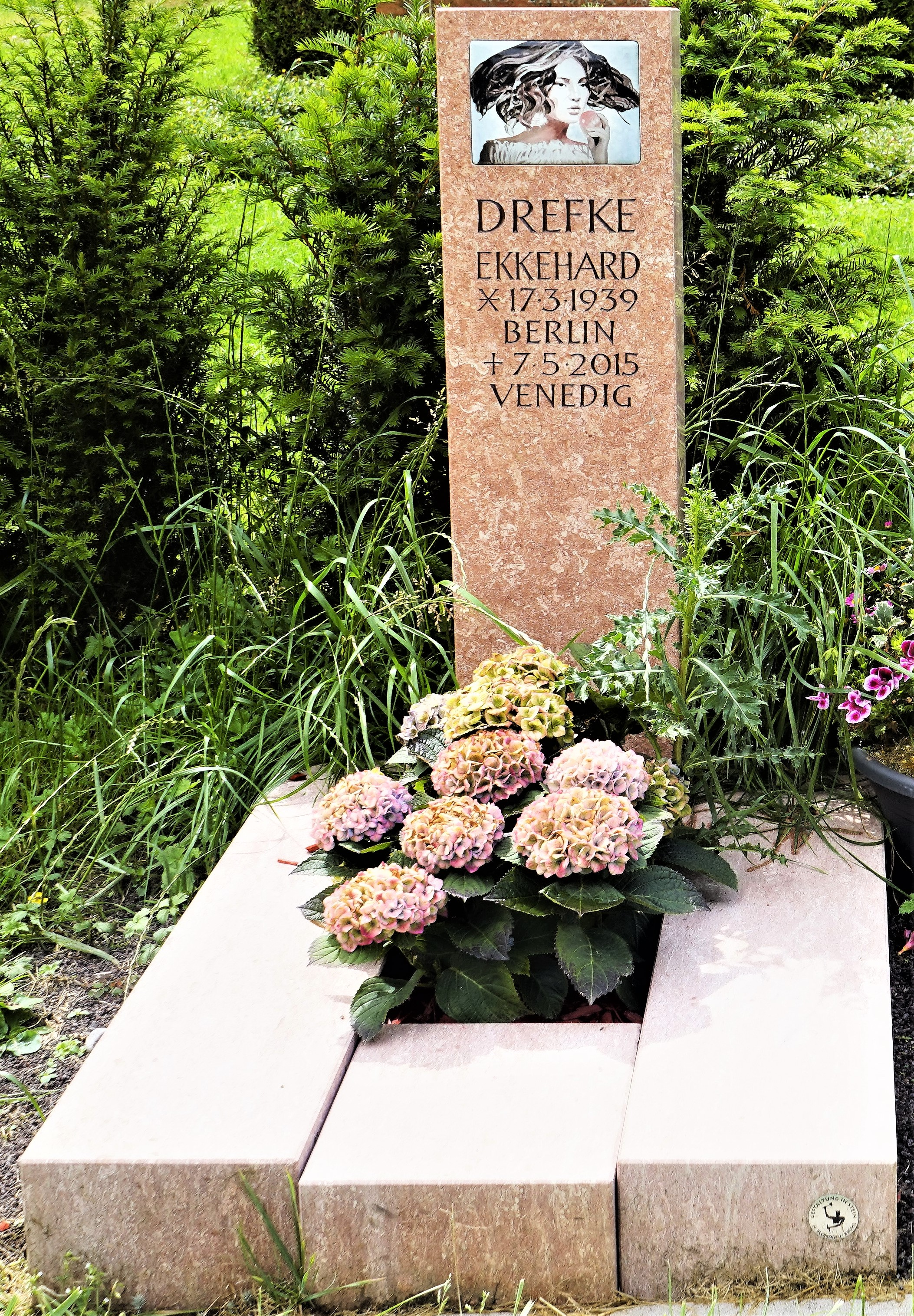
Drefkes Grabstätte in Brühl

Ekkehard Drefke (geb. 17. März 1939 in Berlin; gest. 7. Mai 2015 in Venedig) war ein deutscher Künstler.

## Leben
Drefke studierte von 1959 bis 1964 an den Kunstakademien Düsseldorf und Stuttgart bei Rudolf Daudert, Christoff Schellenberger und Albrecht Appelhans. 1966 legte er das erste und 1969 das zweite Staatsexamen ab. Erste freie künstlerische Tätigkeiten und Ausstellungen führte er ab 1966 durch. Einen ständigen Wohnsitz mit Atelier richtete Drefke ab 1980 im eigenen Wohnhaus in Brühl ein.
Bei Dreh- und Fotoarbeiten in Venedig für ein neues Kunstprojekt, das er „Venedig – Lost Paradise“ nannte, verlor Drefke das Gleichgewicht, stürzte in den Canal Grande und konnte nur noch tot geborgen werden.

## Werk
Bis 1986 malte Drefke vor allem expressionistisch abstrahierte Landschaften und Stillleben, dann zerlegte er die Motive immer stärker in kleinteilige Strukturen.
„Kunst- und Kulturgeschichte bestimmen die Themen seiner [Drefkes] Gemälde: Bilder, die bekannt waren, aber im Übermaß der Medienbilder überdeckt, vergessen werden. Indem Ekkehard Drefke sie als Zitate in seine Gemälde hineinnimmt, weist es auf sie als die Urbilder zurück. Seine künstlerische Methode ist, daß sie in kleinteilige Strukturen zerlegt und sie über einen synthetisierenden Sehprozeß wieder in unser Bewußtsein hebt.“ (Prof. Dr. Heijo Klein)
In den 1990er Jahren erfand der Künstler Fließ-Aquarelle, in denen sich kleinteilige Strukturen wie zufällig, mitunter „fabelartig“, zu neuen Motiven zusammenfügten.
Nach 2000 entwickelte der medieninteressierte Künstler einen neuartigen Stil, „eine künstlerische Handschrift von hohem Wiedererkennungswert. In der von ihm erfundenen ‚Fließmethode‘ goss er mit Lösungsmittel verdünnte Farben auf die flach liegende Leinwand. Auf diese Weise ergaben sich hauchzarte Farbverläufe mit weich verschwimmenden Konturen, aus denen sich die Motive herausschälten. Unschärfen und Überblendungen dienten dem Künstler dabei als Stilmittel. Inspiration lieferte ihm eine Datenbank, in der eigene Fotografien, aber auch Bilder aus Zeitschriften und dem Internet gespeichert hatte. Motive aus diesem Archiv fanden den Eingang in sein malerisches Schaffen, das auf einem fundierten kulturhistorischen Wissen fußte.“ (Hanna Styrie)

## Ausstellungen (Auswahl)
- 1989: Sauerland-Museum, Arnsberg
- 1990: Wilhelm Morgner-Haus, Soest
- 1990: Bruno Goller-Haus, Gummersbach
- 1992: Stein und Lavendel, Ölbilder und Pastelle, Schloss Neuhaus in Paderborn
- 1994: Capriccios, Ausstellung des Kunstvereins des Siegkreises in Rheinbach
- 1996: Die Ville - Aquarelle und Neue Ölbilder, Bundeswirtschaftsministerium in Bonn
- 1998: Ein-Sichten - Aus-Sichten (Bilder von 1988-1998), Kreishaus-Galerie in Bergheim
- 1999: Faust-Variationen, Haus am Hirtenturm in Blankenheim
- 2005: Zeitstücke und neue Arbeiten, Rathausgalerie in Brühl
- 2007: Paradies handgemacht, Gruppenausstellung mit 8 Künstlern, Galerie am Schloss in Brühl
- 2008: Flow Art, Städtische "galerie" Wesseling
- 2010: Scène Noire - La Vie, L'Amour, La Mort, Kulturgespräch am Freitag mit Hitchpod, Kunstverein Wesseling
- 2011: Chanson D'Amour, Ausstellung und Konzert zum Thema mit Nageeb Gardizi (Klavier), Bürgerhaus-Galerie Hürth
- 2014: Lebenswege-Sternenbahnen, ArtForum Wesseling
- 2015: Ekkehard Drefke: Charakterologien, Brühler Kunstverein

## Veröffentlichungen
- mit Uta Koppel: Stein und Lavendel: die Provence erlebt und gestaltet in Wort und Bild. Verlag Graphikum Mock, Göttingen 1992, ISBN 978-3-88996-375-8.
- Harald Gröhler: Die Ville: ein Gedicht und seine Reise von 1956–1996. Verlag Landpresse, Weilerswist 2001, ISBN 978-3-930137-49-7.
- Harald Gröhler: Störtebeker. Volksheld und Pirat. Die Biographie. Mit 6 Zeichnungen von Ekkehard Drefke. Bergstadtverlag W.G. Korn, 2., erweiterte Aufl., Freiburg 2011, ISBN 978-3-87057-277-8.